# Старотерізморзьке сільське поселення
Старотерізмо́рзьке сільське поселення (рос. Старотеризморгское сельское поселение) — муніципальне утворення у складі Старошайговського району Мордовії, Росія. Адміністративний центр — село Стара Терізморга.

## Історія
Станом на 2002 рік існували Восходська сільська рада (селище Восход), Рязановська сільська рада (село Рязановка, селища Оржевка, Рівний), Старотерізморзька сільська рада (села Акшов, Стара Терізморга, селище Поруб) та Шуварська сільська рада (село Шувари).
17 травня 2018 року було ліквідовано Шуварське сільське поселення (село Шувари), Восходське сільське поселення (селище Восход) та Рязановське сільське поселення (село Рязановка, селища Оржевка, Рівний), їхні території увійшли до складу Старотерізморзького сільського поселення.

## Населення
Населення — 1335 осіб (2019, 1720 у 2010, 1935 у 2002).

## Склад
До складу поселення входять такі населені пункти:
| Населений пункт        | Населення, осіб (2002) | Населення, осіб (2010) |
| ---------------------- | ---------------------- | ---------------------- |
| Акшов, село            | 31                     | 5                      |
| Восход, селище         | 334                    | 291                    |
| Оржевка, селище        | 5                      | 1                      |
| Поруб, селище          | 25                     | 2                      |
| Рівний, селище         | 34                     | 29                     |
| Рязановка, село        | 205                    | 193                    |
| Стара Терізморга, село | 870                    | 842                    |
| Шувари, село           | 431                    | 357                    |